# 틸란드시아 세쿤다
틸란드시아 세쿤다(Tillandsia secunda)는 에콰도르의 고지대에 자생하는 틸란드시아의 일종이다. 착생식물로서 자라날 수 있지만, 틸란드시아로서는 드물게 뿌리의 흡수능력도 살아있는데, 화분에 배수가 잘 되는 토양을 넣어 심어주지 않으면 비교적 작게 자란다. 로제트의 폭이 크게는 1m가 넘어가며꽃대가 대개 1m 이상으로 굉장히 길게 자라나 재배품종에 따라 2.5m에 육박하기도 한다. 붉은 꽃대에서 아주 짙은 보라색 꽃을 피워내며, 꽃대에서 자구가 자라나는 형태로 영양생식을 하여 보통 열 개가 넘는 자구를 생산한다. -4도까지의 추위에 저항성이 있다.

## 재배품종
- Tillandsia 'El Primo'